# Ariadna thyrianthina
Ariadna thyrianthina är en spindelart som beskrevs av Simon 1908. Ariadna thyrianthina ingår i släktet Ariadna och familjen sexögonspindlar.
Artens utbredningsområde är Western Australia. Inga underarter finns listade i Catalogue of Life.